# Nesbitt (Texas)
Nesbitt és una població dels Estats Units a l'estat de Texas. Segons el cens del 2000 tenia 302 habitants.

## Demografia
Segons el cens del 2000, Nesbitt tenia 302 habitants, 115 habitatges, i 83 famílies. La densitat de població era de 66,6 habitants/km².
Dels 115 habitatges en un 31,3% hi vivien nens de menys de 18 anys, en un 59,1% hi vivien parelles casades, en un 9,6% dones solteres, i en un 27,8% no eren unitats familiars. En el 27% dels habitatges hi vivien persones soles el 13% de les quals corresponia a persones de 65 anys o més que vivien soles. El nombre mitjà de persones vivint en cada habitatge era de 2,63 i el nombre mitjà de persones que vivien en cada família era de 3,2.
Per edats la població es repartia de la següent manera: un 27,2% tenia menys de 18 anys, un 9,3% entre 18 i 24, un 25,5% entre 25 i 44, un 23,5% de 45 a 60 i un 14,6% 65 anys o més.
L'edat mediana era de 38 anys. Per cada 100 dones de 18 o més anys hi havia 100 homes.
La renda mediana per habitatge era de 29.583 $ i la renda mediana per família de 50.833 $. Els homes tenien una renda mediana de 43.750 $ mentre que les dones 23.000 $. La renda per capita de la població era de 16.632 $. Aproximadament el 6,3% de les famílies i el 10% de la població estaven per davall del llindar de pobresa.

## Poblacions més properes
El següent diagrama mostra les poblacions més properes.